# Barragem de Anagé
A Barragem de Anagé (denominada oficialmente como Barragem Deputado Elquison Soares) é uma represa ao longo do curso do rio Gavião, na região sudoeste do estado brasileiro da Bahia.
Foi planejada e construída entre os anos de 1986 e 1988 pelo Departamento Nacional de Obras Contra a Seca (DNOCS), tendo por objetivos principais "perenizar um trecho do Rio Gavião com o barramento do rio armazenar água para ao abastecimento das populações de Anagé e Caraíbas, além de possibilitar o desenvolvimento e instalação da fruticultura, a partir da agricultura irrigada e, também, criar as condições para a implantação da piscicultura como mecanismos de melhorar a renda da população". Seu lago, além desses dois municípios, também atinge o território de Belo Campo.

## Dados geográficos
Fica localizada a cerca de 560 km de Salvador; seu lago possui uma área estimada de 44 km², para uma capacidade máxima de 367.000.000 m³ de água. Sua vazão regularizada é de 3,60 m³/s.
O rio Gavião, que represa, integra a bacia do rio de Contas.

## Impacto antrópico
A barragem afetou diretamente muitas famílias, cujas propriedades seriam diretamente atingidas pelo lago a ser formado; com isto deu-se a mobilização com o envolvimento de várias entidades que, intermediando o conflito, sob o lema "terra por terra", reivindicaram a realocação dos moradores.
Muitos conseguiram, graças à mobilização, a realocação almejada com a construção de casas em áreas não-inundadas e indenização pelas benfeitorias; apesar disto, dezenas de famílias foram obrigadas a migrarem, por serem meras possuidoras das áreas que tradicionalmente ocupavam, enquanto outras permaneceram como fonte de mão-de-obra para os empreendimentos gerados; acampamento do Movimento dos Trabalhadores Rurais Sem Terra (MST); de cerca de 800 famílias atingidas estima-se que por volta de 150 não receberam qualquer tipo de indenização ou compensação.
A enorme valorização da área no entorno, com terrenos férteis e clima favorável à plantação de frutas, gerou também a construção de mansões para lazer, algumas valendo milhões de reais, intensificando desta forma o abismo social entre seus habitantes originais; também o turismo, ainda incipiente, tem sido outra grande transformação na economia local.
"A base econômica da região se diversificou com a ampliação do comércio, da pecuária extensiva, da piscicultura e, sobretudo, da fruticultura irrigada (destinada à exportação) principalmente no entorno e a jusante da Barragem de Anagé"